# Lanneuffret
Lanneuffret település Franciaországban, Finistère megyében. Lakosainak száma 150 fő (2022. január 1.). Lanneuffret La Roche-Maurice, Plouédern és Plounéventer községekkel határos.

## Népesség
A település népességének változása:
| Lakosok száma | 121  | 92   | 84   | 103  | 137  | 145  | 151  | 154  | 152  | 150  |
|               | 1968 | 1982 | 1990 | 2006 | 2013 | 2015 | 2017 | 2019 | 2020 | 2022 |